# Бергамаська сюїта

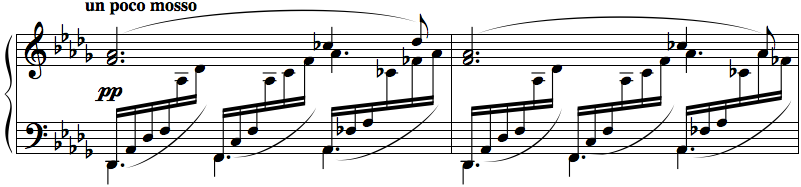
Фрагмент «Місячне сяйво», третьої частини «Suite bergamasque»

‎
Бергамаська сюїта фр. Suite bergamasque — фортепіанна сюїта Клода Дебюссі, створена в 1888 році, але опублікована лише 1905-го. Назва, ймовірно, походить від вірша Поля Верлена «Clair de lune» (Місячне сяйво), в якому згадано танець бергамаска.
Складається з чотирьох частин:
1. Preludium («Прелюдія») — виступає як вступ — написано в тональності F-dur, у темпі rubato і містить чимало динамічних і агогічних контрастів.
2. Menuet («Менует») — написаний у дусі барокових менуетів, що нерідко включалися у сюїти.
3. Clair de lune («Місячне сяйво») — найвідоміша частина сюїти, нерідко виконується як окремий твір. Витримана в динаміці pianissimo.
4. Passepied («Пасп'є») — написано в традиціях однойменного танцю бретонського походження, у темпі allegretto ma non troppo.